# Theodor Astfalck
Theodor Astfalck (* 4. Februar 1852 in Berlin; † 6. Februar 1910 ebd.) war ein deutscher Architekt und Baubeamter.

## Leben und Werk
Theodor Astfalck lernte nach dem  Abitur am Friedrichs-Gymnasium in Berlin 1872 beim Landbauinspektor Spieker 1½ Jahre als Baueleve. Es folgte ein Studium an der Bauakademie in Berlin, das er im Februar 1877 mit der Bauführerprüfung abschloss. Unter der Oberleitung Spiekers war er bei den Neubauten des Astro-Physikalischen Observatoriums auf dem Telegrafenberg in Potsdam tätig. Vom November 1878 bis März 1880 arbeitete er im Kultusministerium. Als Baumeister arbeitete er wiederum unter Spieker ab 1883 im Kultusministerium, dort insbesondere beschäftigt mit Prüfung und Erstellung von Entwurfsskizzen für die Bebauung der Museumsinsel, das Pergamonmuseum, Klinikbauten in Göttingen, Greifswald und Breslau, das Physikalische Institut in Halle und die Kunstakademie in Charlottenburg. Ab Juli 1886 wurde er vom Reichsamt des Innern mit der selbständigen Leitung der Gesamtbauten der Physikalisch-Technischen Reichsanstalt in Charlottenburg betraut.
Um 1890 wurde er von Wilhelm von Siemens beauftragt, die von Heino Schmieden 1868 errichtete Villa in Biesdorf umzubauen. 1897 wurde er in das Technische Büro des Ministeriums der öffentlichen Arbeiten berufen. Nebenamtlich führte er nach eigenen Entwürfen den  Neubau eines Dienstgebäudes für die Normal-Eichungskommission in Charlottenburg aus. 1898 erfolgte die Berufung zum technischen Mitglied der Königlichen Ministerial-Baukommission in Berlin, wo er zum Baurat befördert wurde. In diesem Amt wirkte er bei einer großen Anzahl von staatlichen Neu- und Umbauten mit, insbesondere bei den Erweiterungsbauten der Landwirtschaftlichen Hochschule, dem Umbau der Akademie der Künste am Pariser Platz, den Gefängnisbauten in Tegel, Plötzensee und Moabit. Er leitete den Bau des Aeronautischen Instituts in Lindenberg. Nebenamtlich  leitete er von 1905 bis 1908 den Bau der Passionskirche am Marheinekeplatz in Berlin.